# بيدرو خوسيه دومينغو دي غيرا
بيدرو خوسيه دومينغو دي غيرا هو سياسي بوليفي، ولد في 4 ديسمبر 1809 في لاباز في بوليفيا، وتوفي بنفس المكان في 10 سبتمبر 1879. انتخب قائمة رؤساء بوليفيا (14 أبريل 1879 – 10 سبتمبر 1879).